# Museo del cappello
Il museo del cappello è un museo di Montappone. Ideato da Giuliano De Minicis, il museo fu istituito nel 1991 per valorizzare la tradizione locale del cappello di paglia e dell'intreccio, entrambi appartenenti al distretto del cappello, formato dai comuni di Montappone, Massa Fermana e Monte Vidon Corrado.

## La mostra
Il tipo di cappello principale che si trova al museo è il panama, anche se le sale ospitano diverse altre tipologie. Oltre ai cappelli tradizionali il museo mostra anche cappelli interpretati diversamente, attraverso molti materiali diversi. Questa mostra del museo si chiama la collezione speciale, ideata da Giuliano De Minicis.